# Falcon 1
O Falcon 1, foi um veículo de lançamento descartável, desenvolvido pela SpaceX durante o período de 2006-2009. Desenvolvido com o intuito de minimizar o custo por lançamento para satélites em órbita terrestre baixa, aumentar a confiabilidade, otimizar o ambiente de voo e minimizar o intervalo entre lançamentos. Ele também foi usado para testar componentes e conceitos de desenhos estruturais que viriam a ser
usados no Falcon 9.